# 岡倉古志郎
岡倉 古志郎（おかくら こしろう、1912年5月6日 - 2001年4月2日）は、日本の国際政治学者、経済学者。
同志社大学教授、大阪外国語大学教授、中央大学教授、日本学術会議副会長、原水爆禁止日本協議会専門委員、日本平和委員会及び日本アジア・アフリカ・ラテンアメリカ連帯委員会の各常任理事などを歴任。『茶の本』『東洋の理想』等の著書で知られる日本美学界の泰斗・岡倉天心の孫に当たる。息子に岡倉徹志がいる。

## 来歴
朝日新聞記者で天心の伝記も編纂した岡倉一雄の子として、東京に生まれる。東京帝国大学を卒業後、東京電灯（現東京電力）に入社。その後、企画院を経て1938年には東亜研究所に入る。同年の企画院事件（企画院判任官グループ事件）にて治安維持法違反で検挙。なお、岡倉を逮捕した特高官僚の橋本清吉は、後に衆議院議員となった。
戦後間もない1947年、世界経済研究所の設立に関わる。また、同志社大学や大阪外国語大学（現大阪大学外国語学部）、中央大学等で教鞭を執る傍ら、1961年にアジア・アフリカ研究所を立ち上げ、初代所長に就任。非同盟運動のイデオローグとして、アジア・アフリカ地域における民族運動を研究した。また、1983年から2年間にわたり、大東文化大学東洋研究所所長も務めた。
2001年4月2日、急性肺炎のため東京都渋谷区の病院で死去。88歳。

## 著書
- 『イギリス計画経済』世界計画経済・河出書房 1938.
- 『濠洲の社会と経済』（電通出版部、1943年）
- 『世界労連と日本』世界評論社 1948
- 『労働組合のABC』労働教育協会 組合ライブラリ　1948
- 『アメリカの政治体制』世界評論社 1949
- 『国際情勢の見方』労働教育協会 組合ライブラリ  1949
- 『東南アジア経済論』三笠書房 経済学全書 1950
- 『パレスチナ物語』（日本評論社、1950年）
- 『新しいアジア』福村書店 中学生歴史文庫 世界史 1951
- 『死の商人』岩波新書 1951／講談社学術文庫 2024
- 『ネール首相の秘密』（弘文堂、1951年）
- 『日本再軍備』（月曜書房、1952年）
- 『日本の死の商人』要書房 1952
- 『植民地』 社会をみる眼を養うために 東洋書館 1953
- 『第三勢力 中立と平和』要書房 1953
- 『財閥 かくて戦争はまた作られるか』光文社 カッパ・ブックス、1955
- 『世界政治学 第1 (世界政治論) 』日本評論新社 1956
- 『スキャンダル 税金を食う怪物』光文社 カッパ・ブックス、1957
- 『民族 アジア・アラブの十四億人』光文社 カッパ・ブックス 1958
- 『国際情勢の見方』1960 三一書房・三一新書
- 『アジア・アフリカ問題入門』1962 岩波新書
- 『死を売る会社』青春出版社 1966
- 『ベトナム戦争とわたくしたち』（労働旬報社、1966年）
- 『汚職の政治経済学』労働旬報社 1967
- 『民族解放運動』勁草書房 1967
- 『岡倉古志郎国際政治論集』全5巻 勁草書房 1968-69
- 『植民地主義と民族解放運動』（勁草書房、1974年）
- 『非同盟運動』（大月書店、1987年）
- 『非同盟研究序説』（新日本出版社、1989年） - 第15回野呂栄太郎賞受賞[3]。
- 『祖父岡倉天心』（中央公論美術出版、1999年）

### 共編著
- 『国際問題用語人名辞典』小椋広勝共編 1951 青木文庫
- 『民族解放統一戦線 アジアの現状分析』鈴木正四共編 三一書房 1953
- 『戦争と平和の諸問題』杉江栄一共著 三一書房 1955
- 『世界現代史事典』小椋広勝共編 合同出版社 合同新書 1958
- 『戦後の世界政治』戦後世界の政治と経済　寺本光朗共著 三一書房 1959
- 『新植民地主義』蝋山芳郎共編著 岩波書店 1964
- 『キューバからベトナムまで アメリカの侵略工作」陸井三郎共編 1965 新日本新書
- 『たたかうベトナム」甲斐静馬,坂本徳松共著 日本アジア・アフリカ連帯委員会, AA新書  1965
- 『ベトナム戦争と労働運動』坂本徳松,陸井三郎,吉岡吉典共著 労働旬報社 1966
- 『民族解放の思想と行動』寺本光朗共著 労働旬報社 A・A学習シリーズ 1966
- 『新植民地主義入門 独立と平和のために』佐野明共著 平和書房 平和新書 1967
- 『民族解放運動の歴史』犬丸義一共編著 労働旬報社 A・A学習シリーズ 1967
- 『日米安保条約 その解説と資料』渡辺洋三共編 労働旬報社 1968
- 『安保・沖縄問題の焦点』畑田重夫,長谷川正安共編 労働旬報社 1969
- 『資料沖縄問題』牧瀬恒二共編 労働旬報社 1969
- 『アメリカ帝国主義 その侵略と干渉の一世紀』編著 1970 新日本新書
- 『沖縄返還協定 真の返還をめざして』宮崎繁樹共編著 労働旬報社 1971
- 『スパイ大作戦 現代アメリカの謀略』編 1971 新日本新書
- 『70年代のアジア 2.問題編 アジアの焦点』時事通信社 1973
- 『民族の基本的権利』長谷川正安共編 法律文化社 現代の人権双書 1973
- 『チリにおける革命と反革命』寺本光朗共編著 大月書店 1975
- 『平和の探求』丸山益輝,関寛治共編 時事通信社 市民の学術双書 1975
- 『非同盟・中立』土生長穂,立木洋共著 1977 新日本新書
- 『アメリカの世界戦略 ニクソンからカーターへ』唐沢敬共著 1979 新日本新書
- 『バンドン会議と五〇年代のアジア』編著 大東文化大学東洋研究所 1986

### 翻訳
- リッデル・ハルト『軍拡下のヨーロッパ』清和書店 1938
- 岡倉天心『理想の再建』岡倉一雄共訳編 河出書房 1938
- D.H.ブカナン『印度の近代工業』河出書房 東亜研究叢書　1943
- I.C.A.ノールス『イギリス植民地経済史』第1,2巻  栗田書店 1943-44
- アルバート・E.カーン『叛逆』上下 筑摩書房 1953-54
- ジョージ・ソール『オートメーション時代』紀伊国屋書店 1957
- サンプソン『現代のアフリカ』朝日新聞社 1961
- スカルノ『わが革命の再発見』理論社 1962
- D.W.W.コンデ『アジアの枢軸 アメリカー日本』青木書店 1966
- 『ベトナム問題入門 「ベトナム研究」誌編』新日本新書 1967
- D.W.W.コンデ『CIA黒書』岩崎昶共訳 労働旬報社 1968
- D.W.W.コンデ『アメリカは何をしたか 1 解放朝鮮の歴史 1945-50』上下(監訳) 太平出版社 1967-1968  
  - 新版『現代朝鮮史 1 (1945-50年 解放朝鮮の歴史) 』太平出版社 1971
- D.W.W.コンデ『アメリカはどこへゆく』監訳 汐文社 解放新書 1969
- D.W.W.コンデ『朝鮮 新しい危機の内幕』監訳 新時代社 1969
- 『非同盟運動基本文献集』土生長穂共編訳 新日本出版社 1979